# Tsugumi Sakurai
Tsugumi Sakurai (jap. 櫻井つぐみ Sakurai Tsugumi; ur. 3 września 2001) – japońska zapaśniczka walcząca w stylu wolnym. Złota medalistka olimpijska z Paryża 2024 w kategorii 57 kg. Mistrzyni świata w 2021, 2022 i 2023 roku. 
Wygrała igrzyska azjatyckie w 2022. Złota medalistka mistrzostw Azji w 2022 i srebrna w 2024. Mistrzyni Azji kadetów w 2017. Trzecia na mistrzostwach Azji juniorów w 2019. Mistrzyni Japonii w 2020 i druga w 2019 roku.